# Cao Jun
Cao Jun (曹俊S; Taizhou, 1966) è un artista e pittore cinese che vive negli Stati Uniti.

## Biografia
Cao Jun è nato nel 1966 a Taizhou, nel distretto di Jiangyan, in Cina. Nel 1989, ha completato una laurea in ingegneria mineraria presso l'Università di Scienza e Tecnologia dello Shandong, ma negli anni successivi ha dedicato la sua vita all'arte. Nel 1997 ha vinto il primo posto alla Shandong Chinese Fine Arts, organizzata dalla prestigiosa China Artists Association. Nel 1999 i suoi quadri sono stati selezionati dall'Associazione degli artisti cinesi per la mostra nazionale "Pittura di fiori e uccelli". La China Central Academy of Fine Arts di Pechino gli ha conferito un certificato di eccellenza nel 2001 per il suo talento nella calligrafia. Nel 2002 emigrò in Nuova Zelanda e negli anni successivi fondò una galleria ad Auckland e il suo museo a Wuxi, in Cina.
Molte delle sue espressive opere sono state pubblicate su riviste d'arte, periodici e libri e sono tra le collezioni di arte contemporanea in numerosi musei in tutto il mondo. Questi includono il National Art Museum of China, il Centre Pompidour, il Parlamento della Nuova Zelanda e il Rangitoto College. Nel 2012 Cao Jun ha ricevuto un dottorato dalla Nanjing University of the Arts in Cina. I suoi lavori sono stati esposti in giro per il mondo nel 2012, a cura della Commissione Olimpica Internazionale. Il 24 ottobre 2014, la sua opera "Space of Seeking Dream" è stata lanciata intorno alla luna nel veicolo spaziale Chang'e-5; il suo scopo è stato di testare le funzioni della sonda. Nel 2017 ha collaborato con Steven Rockefeller Jr. per creare l'installazione "breath of earth", in cui le onde impetuose vicino alle Bahamas - fotografate da Steven Keep - lambiscono le maestose montagne disegnate da Cao Jun. Nel 2018, Cao Jun ha esposto i suoi lavori inoltre al McMullen Museum of Art del Boston College come parte della sua prima retrospettiva americana, Cao Jun: Hymns to Nature Archiviato il 17 giugno 2018 in Internet Archive.. Le sue opere sono state presentate dal filosofo e curatore Prof. John Sallis e dalla storica dell'arte e direttrice del McMullen Museum of Art Prof. Nancy Netzer. Attualmente Cao Jun vive negli Stati Uniti.

## Opera artistica
L'opera di Cao Jun è il risultato delle diverse sfaccettature della sua persona. Quando ha smesso di essere ingegnere per diventare artista, Jun ha iniziato a dipingere calligrafie tradizionali esemplari con inchiostro e acquerello. Il suo talento è stato riconosciuto immediatamente e le sue opere sono state selezionate per varie mostre nazionali. Durante questo periodo, l'Associazione degli artisti cinesi ha onorato le sue opere nella mostra "Shandong Chinese Fine Arts" e la China Central Academy of Fine Arts di Pechino nel 2001 gli ha conferito un certificato di eccellenza.
Durante i suoi soggiorni all'estero, prima in Nuova Zelanda e poi negli Stati Uniti, entrò in contatto con l'arte contemporanea occidentale, che rivoluzionò il suo stile. Da questo periodo Cao Jun ha iniziato a lavorare con deliziose tonalità calde - spesso rosse e arancioni - calligrafate, arricchite da superfici astratte, spesso blu o nere. La giustapposizione stilistica dell'ovest astratto-freddo-moderno e l'est figurativo-caldo-tradizionale è qui perfetta. Tematicamente, l'artista indica attraverso queste superfici la presenza spirituale della natura figurativa, così come la loro esistenza dipende dal flusso del tempo. In questo senso, il confronto musicale spesso citato dall'artista è essenziale: così come la musica esprime la presenza onnipresente del tempo con strumenti fisici attraverso i suoi ritmi e suoni, così le opere di Cao Jun mostrano con i colori e le forme attraverso l'acquerello o l'olio l'essenza del mondo fisico.
Questo concetto è così rilevante nella sua opera che Cao Jun ha trasformato le superfici astratte in opere indipendenti di grande formato. Con colori ad olio liquido, che guida superbamente, come gli antichi calligrafi muovevano l'inchiostro sulla seta, l'artista crea magnifiche correnti sulle tele posizionate orizzontalmente. Strato dopo strato, le composizioni ispirate alla natura si arricchiscono di sempre più complessità, per poi essere spesso impreziosite da polvere d'oro. Il risultato sono virtuosistici capolavori che ricordano visioni spaziali, paesaggi sottomarini o vedute a volo d'uccello.

## Mostre selezionate
- Cao Jun: Hymns to Nature Archiviato il 17 giugno 2018 in Internet Archive., McMullen Museum of Art, Boston, Stati Uniti, 2018
- Art & Antique Residenz Salzburg (marzo e agosto), Schütz Fine Art-Chinese Department, Salisburgo, Austria, 2018
- Art & Antique Hofburg Wien, Schütz Fine Art-Chinese Department, Vienna, Austria, 2018
- Fair for Art Vienna, Schütz Fine Art-Chinese Department, Vienna, Austria, 2018
- Art Vienna, Leopold Museum, Schütz Fine Art-Chinese Department, Vienna, Austria, 2017
- Art & Antique Residenz Salzburg (marzo e agosto), Schütz Fine Art-Chinese Department, Salisburgo, Austria, 2017
- Art & Antique Hofburg Wien, Schütz Fine Art-Chinese Department, Vienna, Austria, 2017
- Art & Antique Residenz Salzburg, Schütz Fine Art-Chinese Department, Salisburgo, Austria, 2016
- Mostra collettiva, Carrousel du Louvre, Parigi, Francia, 2013
- Personale, Zibo, Shandong, Cina, 2013
- Personale, Cao Jun Art Museum, Wuxi, Cina, 2011
- Century Development Inspiring Painting, The National Art Museum of China, Pechino, Cina, 2011
- Personale, Cao Jun Art Exhibition, Jiangsu Provincial Art Museum, Nanjing, Cina, 2010
- Personale, Cao Jun Art Exhibition, Yangzhou Art Museum Grand Opening, Yangzhou, Cina, 2010
- Personale, Cao Jun Art Exhibition-Where New Zealand Meets China, National Art Museum of China, Pechino, Cina, 2009
- Personale, Cao Jun Art Exhibition-Where New Zealand Meets China, National Art Museum of China, Pechino, Cina, 2009[9]
- Personale alla Cao Jun Art Gallery, Yangzhou, Cina, 2009
- Personale alla Cao Jun Art Centre, Zibo, Shandong, Cina, 2009
- Cao Jun Art Exhibition in Henglu Art Museum, Hangzhou, Zhejiang, Cina, 2006
- Personale Cao Jun Art Exhibition-Where New Zealand Meets China, 2005

## Premi e onorificenze
- Six Star Diamond Award, Six Star Diamond Awards Ceremony, New York City, United States, 2018[10]
- Medaglia d'oro al Salon del Carrousel du Louvre, Parigi, Francia, 2013[11]
- China Patriotic Huabiao della China Federation Of Patriotic Projects, Cina, 2011
- Outstanding Artist al secondo International Forum of Painting and Calligraphy Development, Taiwan, 2011
- Advanced Certificate in Fine Arts, China Central Academy of Fine Arts, Pechino, Cina, 2001
- Primo posto alla mostra Shandong Chinese Fine Arts, organizzata dalla China Artists sezione di Shandong, Cina, 1997

## Opere selezionate
- Turning Around the Universe, tecnica mista su tela, 125 x 151 cm, firmato in basso a sinistra, 2016. Schütz Fine Art - Chinese Department, Vienna, Austria
- Opening and closing, tecnica mista su tela, 213 x 137 cm, firmato in basso a sinistra 2016. Schütz Fine Art - Chinese Department, Vienna, Austria
- The Noble Mystery, tecnica mista su tela, 137 x 105 cm, 2015. Schütz Fine Art - Chinese Department, Vienna, Austria
- Colorful Time, tecnica mista su tela, 107 x 159 cm, firmato in basso a sinistra, 2012. Schütz Fine Art - Chinese Department, Vienna, Austria
- Lotus, inchiostro e colore / carta pitturata d'oro (incorniciato), 41 x 41 cm, 2012
- National Spirit, inchiostro e acquarello su carta, 205 x 144 cm, timbro, 1999